# Reggenza di Mimika
La reggenza di Mimika (in indonesiano: Kabupaten Mimika) è una reggenza dell'Indonesia, situata nella provincia di Papua centrale.